# Bison-Klasse
Die Bison-Klasse (auch Bisoneisbrecher oder Elbeeisbrecher) ist eine Serie von sechs Eisbrechern des Projekts 2413, die für die DDR-Binnenschifffahrt gebaut worden sind.

## Allgemeines
Die Bison-Klasse wurde für den Eisbrechereinsatz auf der Elbe und der Oder konstruiert und von 1966 bis 1968 auf dem VEB Yachtwerft Berlin gebaut.
Der eisverstärkte Rumpf ist aus Stahl und durch fünf Schotten in sechs Abteilungen unterteilt. Der ursprüngliche Antrieb bestand aus zwei Schiffsdieselmotoren des Typs 6 VD 18/15 A des VEB Schwermaschinenbau „Karl Liebknecht“, die auf zwei Propeller wirkten. Bei einer Antriebsleistung von 515 kW wurde eine Geschwindigkeit von 18 km/h erreicht. Ende der 1990er Jahre wurden die Motoren ersetzt und die Eisbrecher teilweise zu Einschraubenschiffen umgebaut.

## Einheiten
Mit der Indienststellung wurden die Eisbrecher der Technischen Flotte und somit dem Wasserstraßenämtern unterstellt. Nach der Wiedervereinigung Deutschlands wurden alle Einheiten von den Wasser- und Schifffahrtsämtern übernommen.
Eine Einheit wurde an die Reederei Ed Line verkauft und im Dezember 2010 als Eis Ed wieder in Dienst gestellt.
| Baunummer | Name(n)                                                                    | ENI      | Baujahr | Referenzen        |
| --------- | -------------------------------------------------------------------------- | -------- | ------- | ----------------- |
| 2413–1    | Eber                                                                       | 05027300 | 1966    | [ 1 ] [ 2 ]       |
| 2413-2    | Wolf                                                                       | 05029930 | 1966    | [ 3 ]             |
| 2413-3    | Bär                                                                        | 05035690 | 1966    |                   |
| 2413-4    | Fürstenberg ex-Stier II (bis 1999) ex-Stier (bis 1994)                     | 05035700 | 1967    | [ 4 ]             |
| 2413-5    | Eis Ed ex-Rotehorn (bis 2010) ex-Widder II (bis 1997) ex-Widder (bis 1994) | 05035680 | 1967    | [ 5 ]             |
| 2413-6    | Oderberg ex-Wisent (bis 1999)                                              | 05027320 | 1968    | [ 6 ] [ 7 ] [ 8 ] |